# Bürmooser Moor
Bürmooser Moor este o arie protejată (arie specială de conservare — SAC, sit de importanță comunitară — SCI, arie de protecție specială avifaunistică — SPA) din Austria întinsă pe o suprafață de 55,82 ha, integral pe uscat.

## Localizare
Centrul sitului Bürmooser Moor este situat la coordonatele 47°59′56″N 12°55′26″E / 47.9989°N 12.9239°E.

## Înființare
Situl Bürmooser Moor a fost declarat arie de protecție specială avifaunistică în septembrie 2002 pentru a proteja 67 de specii de animale. Alte tipuri de protecție:
- sit de importanță comunitară (în septembrie 2014)
- arie specială de conservare (în martie 2016)[1][3][4]

## Biodiversitate
Situată în ecoregiunea continentală, aria protejată conține 3 habitate naturale: Lacuri eutrofice naturale cu vegetație de tip Magnopotamion sau Hydrocharition, Mlaștini turboase de tranziție și turbării mișcătoare, Mlaștini împădurite.
La baza desemnării sitului se află mai multe specii protejate:
- păsări (62): lăcar-de-mlaștină (Acrocephalus palustris), lăcar-de-lac (Acrocephalus scirpaceus), pescăruș albastru (Alcedo atthis), rață pitică (Anas crecca), rață cârâitoare (Anas querquedula), gâscă cenușie (Anser anser), fâsă de pădure (Anthus trivialis), stârc cenușiu (Ardea cinerea), rața moțată (Aythya fuligula), Bombycilla garrulus, buhai de baltă (Botaurus stellaris), gâsca canadiană (Branta canadensis),  prundaș gulerat mic (Charadrius dubius), barză neagră (Ciconia nigra), erete de stuf (Circus aeruginosus), porumbel gulerat (Columba palumbus), prepeliță (Coturnix coturnix), cuc (Cuculus canorus), lăstun de casă (Delichon urbica), ciocănitoare neagră (Dryocopus martius), egretă albă (Egretta alba), egretă mică (Egretta garzetta), presură galbenă (Emberiza citrinella), presură de stuf (Emberiza schoeniclus), șoimul rândunelelor (Falco subbuteo), vânturel roșu (Falco tinnunculus), lișiță (Fulica atra), becațină comună (Gallinago gallinago), găinușă de baltă (Gallinula chloropus), cocor (Grus grus), rândunică (Hirundo rustica), stârc pitic (Ixobrychus minutus), capîntortură (Jynx torquilla), sfrâncioc mare (Lanius excubitor), pescăruș-cu-cap-negru (Larus melanocephalus), pescăruș râzător (Larus ridibundus), grelușelul-de-tufiș (Locustella fluviatilis), Locustella naevia, gușă albastră (Luscinia svecica), muscar sur (Muscicapa striata), culic mare (Numenius arquata), stârc de noapte (Nycticorax nycticorax), grangur (Oriolus oriolus), vultur pescar (Pandion haliaetus), viespar (Pernis apivorus), pitulice de munte (Phylloscopus collybita), pitulice sfârâitoare (Phylloscopus sibilatrix), pitulice-fluierătoare (Phylloscopus trochilus), cresteț pestriț (Porzana porzana), cristei de baltă (Rallus aquaticus), mărăcinar (Saxicola rubetra), sitar de pădure (Scolopax rusticola), turturică (Streptopelia turtur), graur (Sturnus vulgaris), silvie cu cap negru (Sylvia atricapilla), corcodel mic (Tachybaptus ruficollis), fluierar de mlaștină (Tringa glareola), fluierar cu picioare verzi (Tringa nebularia), fluierarul de zăvoi (Tringa ochropus), sturz-cântător (Turdus philomelos), pupăză (Upupa epops), nagâț (Vanellus vanellus)
- amfibieni (2): izvoraș-cu-burta-galbenă (Bombina variegata), triton cu creastă (Triturus cristatus)
- mamifere (3): liliac cârn (Barbastella barbastellus), castor (Castor fiber), liliacul mic cu potcoavă (Rhinolophus hipposideros)

Pe lângă speciile protejate, pe teritoriul sitului au mai fost identificate 2 specii de păsări, 4 specii de amfibieni, 6 specii de mamifere, 4 specii de reptile.